# Sergio Santín
Sergio Rodolfo Santín Spinelli (né le 6 août 1956 à Salto en Uruguay) est un footballeur international uruguayen qui évoluait au poste de milieu de terrain.

## Biographie

### Carrière en club
Sergio Santín joue en Uruguay et en Colombie, notamment avec le Danubio FC, l'Atlético Nacional et l'América de Cali.
Il dispute 25 matchs en Copa Libertadores, inscrivant trois buts. Il est finaliste de cette compétition en 1987 avec l'América Cali, en étant battu par le CA Peñarol. La saison suivante, il atteint, avec cette même équipe, les demi-finales de cette compétition, en étant battu par le Club Nacional.

### Carrière en sélection
Sergio Santín reçoit 18 sélections en équipe d'Uruguay, sans inscrire de but. Il joue son premier match en équipe nationale le 18 juillet 1980, et son dernier le 16 juin 1986.
Il dispute trois matchs rentrant dans le cadre des éliminatoires du mondial 1986 (deux victoires et une défaite).
Il figure dans le groupe des sélectionnés lors de la Coupe du monde de 1986. Lors du mondial organisé au Mexique, il joue quatre matchs. L'Uruguay est éliminée au stade des huitièmes de finale par l'Argentine.

## Palmarès
| América de Cali - Championnat de Colombie (1) : - Champion : 1990. - Copa Libertadores : - Finaliste : 1987. |